# Anaspis lucana
Anaspis lucana is een keversoort uit de familie bloemspartelkevers (Scraptiidae). De wetenschappelijke naam van de soort is voor het eerst geldig gepubliceerd in 1943 door Franciscolo.